# Trichogrammatoidea nodicornis
Trichogrammatoidea nodicornis är en stekelart som först beskrevs av John Obadiah Westwood 1879.  Trichogrammatoidea nodicornis ingår i släktet Trichogrammatoidea och familjen hårstrimsteklar. Inga underarter finns listade i Catalogue of Life.